# Huluhu
El huluhu (xinès tradicional: 葫蘆胡, xinès simplificat: 葫芦胡, pinyin: húlúhú, literalment 'huqin de carabassa') és un instrument xinés de corda d'arc de la família del huqin. Té dos cordes, i la caixa de ressonància està feta d'una carabassa, amb una cara de fusta fina. És utilitzat principalment pels Zhuang de la província de Guangxi, al sud de la Xina.
El nom de l'instrument deriva de les paraules xineses húlú ("carabassa") i hú (abreviatura de huqin).